# Istriote
L’istriote (en italien lingua istriota) est un dialecte roman parlé sur la côte sud de l'Istrie (en Croatie actuelle).
Il est très difficile à classer ; on le voit soit comme un vénitien particulier, soit comme un dialecte distinct du vénitien, soit comme un idiome intermédiaire entre le vénitien et le dalmate.
Ce dialecte est parlé par environ 3 000 personnes en Istrie méridionale et par quelques milliers de réfugiés istriens (la diaspora istrienne s'est formée après la Seconde Guerre mondiale et l'occupation de l'Istrie par la Yougoslavie) qui se trouvent en Italie à Trieste et dans les communautés de Fertilia et Maristella (it), près d'Alghero en Sardaigne, ainsi que dans quelques autres endroits à travers le monde.
Dans son Atlas des langues en danger dans le monde, l'UNESCO place l'istriote comme étant "sérieusement en danger" d'extinction.